# Neff Électroménager
 (avril 2015).
Si vous disposez d'ouvrages ou d'articles de référence ou si vous connaissez des sites web de qualité traitant du thème abordé ici, merci de compléter l'article en donnant les références utiles à sa vérifiabilité et en les liant à la section « Notes et références ».
Neff Électroménager (en allemagne Constructa-Neff Vertriebs-GmbH, ancien nom Neff GmbH, stylisée comme NEFF dans son logo) est un fabricant allemand d'appareils de cuisine haut de gamme basé à Munich en Allemagne.

## Présentation
L'entreprise a été fondée par Carl Andreas en 1877 et est une filiale du groupe BSH Hausgeräte depuis 1982. En France, la société est une filiale de BSH Electroménager.

## Histoire
Neff est issue d'une petite entreprise familiale de Bretten, dans le canton de Baden-Württemberg en Allemagne, créée le 12 juin 1877 par Carl Andreas Neff. Cette entreprise a été connue tout d'abord comme la Carl Neff Herd und Ofenfabrik (fabrique de fourneaux et fours Carl Neff). En 1914, l'entreprise a d'abord créé le premier four à gaz. En 1950, elle présente le premier four avec un thermostat. Avant 1955, l'entreprise faisait des appareils de couleurs différentes, pour convenir à une cuisine modulable sur mesure. Elle avait pour slogan « im Haus - der Zeit voraus ».
En 1957, elle présente son premier four à micro-ondes ainsi que la première plaque à induction en Europe, en la commercialisant sous le slogan révolutionnaire de « Kochen auf der kalten Platte » (en français cuisiner sur une surface froide). En 1961, l'entreprise présente les premiers fours intégrés. La même année, Neff vend des fours à micro-ondes plus grands pour la restauration. Au début des années 1970, les cuisinières sont munies d'une horloge numérique.
En 1971, Neff présente son système Circotherm par lequel l'air chaud circule autour du four pour permettre une distribution de chaleur avec plus de régularité. On connaît ces cuisinières sous le nom de fours à convection. Le système Circotherm est breveté par l'entreprise, et commercialisé sous le slogan « Rundum-Hitze ist mehr ». En 1985, le système de four à convection est d'abord présenté comme des fours à gaz.

### AEG
À la fin du vingtième siècle, Neff-Werke était une filiale d'AEG-Telefunken (Allgemeine Elektricitäts-Gesellschaft, formé en 1967). Les autres filiales étaient AEG-Telefunken Hausgeräte et Zanker. L'usine Neff se situait à Bretten dans le nord-ouest de Baden-Württemberg, où elle employait environ 2 000 personnes. En août 1982, AEG connait des problèmes financiers. AEG est racheté par Daimler-Benz en 1985 et a cessé d'exister en 1997.

### Bosch et Siemens
En 1967, Robert Bosch Gmbh de Stuttgart et Siemens AG de Munich fusionnent pour ainsi créer Bosch und Siemens Hausgeräte GmbH. Le groupe rachète Neff en 1982 quand AEG fait faillite.

### Ventes internationales
Quand la Grande-Bretagne a rejoint la CEE en 1973, les produits Neff, avec d'autres marques d'appareils de cuisine allemandes, commencent à être disponibles.
Au Royaume-Uni, l'entreprise appartient à BSH Home Appliances Ltd, basé à Wolverton (Buckinghamshire). Ses cinq marques d'appareil de cuisine sont Bosch, Siemens, Pitsos, Neff et Gaggenau.
Des innovations récentes incluent la porte de four slideway et steam assist (aide vapeur).